# Richard FitzAlan, 11. Earl of Arundel

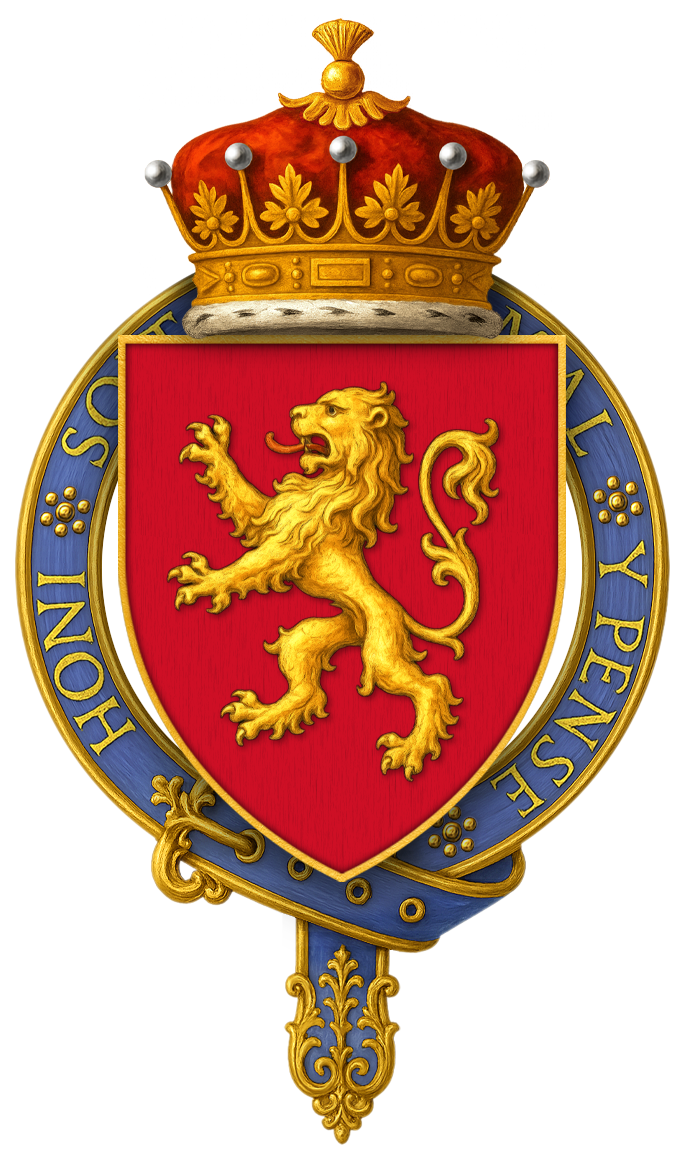
Wappen von Richard FitzAlan, 11. Earl of Arundel

Richard FitzAlan, 11. Earl of Arundel KG (* 1346; † 21. September 1397) war ein englischer Peer und Militärführer.
Seine Eltern waren Richard Fitzalan, 10. Earl of Arundel, 8. Earl of Surrey, aus dem Adelsgeschlecht FitzAlan und Eleanor of Lancaster. Im Alter von 13 Jahren wurde Richard mit der neunjährigen Elizabeth de Bohun verheiratet, der Tochter von William de Bohun, 1. Earl of Northampton. 1376 wurde er nach dem Tod seines Vaters Earl of Arundel, sowie Earl of Surrey. 1386 wurde er als Ritter in den Hosenbandorden aufgenommen. Arundel war der Admiral der englischen Flotte und besiegte 1387 die vereinten Seestreitkräfte von Frankreich, Spanien und Flandern bei Margate. 1388 gehörte er zu den Lords Appellant, die die Macht von König Richard II. schwächten und das „gnadenlose Parlament“ einsetzten. 1397, als Richard seine Handlungsfreiheit wiedergewonnen hatte, ließ er Arundel deswegen als Hochverräter enthaupten.
Richards jüngerer Bruder Thomas Arundel (1353–1414) war Bischof und ab 1388 Erzbischof von York und Canterbury sowie Lordkanzler unter Richard II. und Heinrich IV.

## Familie
Mit Elizabeth de Bohun hatte Richard Fitzalan fünf Kinder:
- Elizabeth (um 1366–1425), ⚭ (1) William Montacute († 1383), ⚭ (2) Thomas Mowbray, 1. Duke of Norfolk, ⚭ (3) Robert Gousell
- Joan (1375–14. November 1435), ⚭ William Beauchamp, 1. Baron Bergavenny (Beauchamp (Familie, Worcester))
- Margaret, ⚭ Rowland Lenthall
- Alice (um 1378–1415), ⚭ John Charlton, 4. Baron Charlton, nach dessen Tod (1401) Geliebte von Henry Beaufort,
- Thomas Fitzalan, 12. Earl of Arundel (1381–1415)

Elizabeth starb am 3. April 1385. 1390 heiratete Fitzalan die fünfzehnjährige Philippa Mortimer, die Tochter von Edmund Mortimer, 3. Earl of March, und der Philippa Plantagenet, 5. Countess of Ulster, einer Enkelin von König Edward III. Ihr Sohn John starb kurze Zeit nach der Enthauptung seines Vaters im Alter von etwa drei Jahren.